# 빅토리아 코블렌코

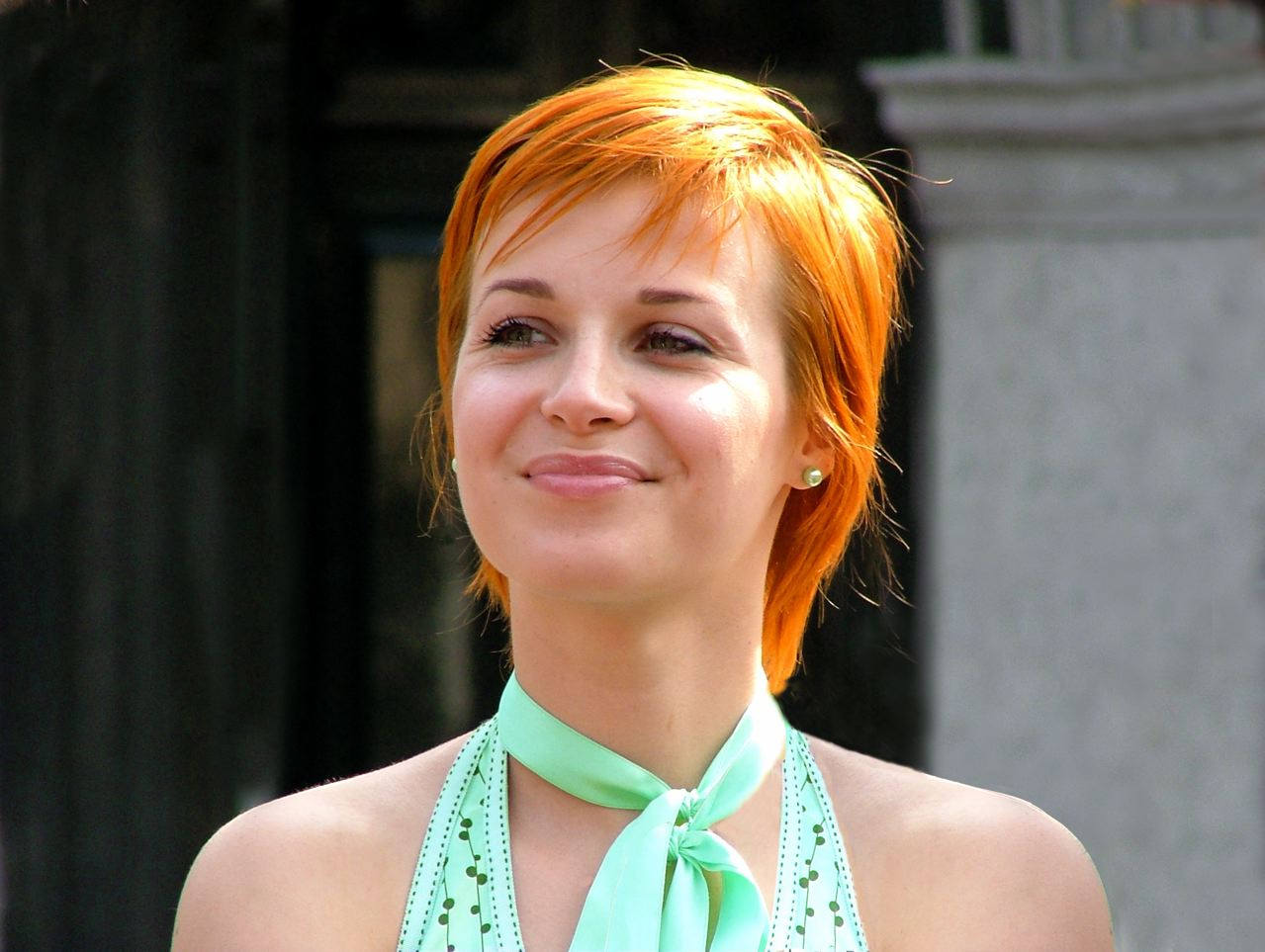

빅토리아 코블렌코(Victoria Koblenko, 1980년 12월 19일 ~ )는 네덜란드 왕국의 배우, TV 사회자, 텔레비전 배우, 영화배우, 칼럼니스트, 작가, 진행자이다.
빈니차에서 태어났다.

## 영화
- 더 파라다이스 스위트 (2015년)
- 호미스 (2015년)
- 아메리칸 드림즈 (2006년)
- 도살자의 밤 (2006년)
- 고요한 밤 (2004년)